# Ramón Aleix y Batlle
Ramón Aleix y Batlle (Barcelona, 1784-Barcelona 1 de marzo de 1850 ) fue un compositor y organista español.

## Biografía
Estudió composición en Barcelona con Francisco Andreví. Se decidió por la carrera eclesiástica y se ordenó de sacerdote.
A partir del 4 de octubre de 1819 fue maestro de capilla de la basílica de Santa Maria del Mar, en Barcelona. Ocupó este cargo durante 30 años hasta que años antes de sufrir sufrió demencia. Durante la enfermedad del maestro, fue Antonio Pasarell quien lo sustitutó de forma interina hasta el fallecimiento de Aleix en Barcelona el 1 de marzo de 1850. Pasarell no le sobrevivió durante mucho tiempo, ya que falleció el 1 de septiembre de ese mismo año. El magisterio de Santa María del Mar pasó posteriormente a José Barba.

## Obra
Compuso repertorio eclesiástico para el uso de la capilla de música que fue guardada en el archivo de Santa María del Mar, aunque el archivo fue destruido durante la Guerra civil española.
Algunos testigos, que pudieron escuchar sus composiciones, les parecía que las piezas carecían de toda la severidad religiosa que se exigía en el templo. Sin embargo, los fieles que asistían les gustaban y las elogiaban.
De entre su producción destacan el oratorio La pasión de Jesucristo, cuatro misas y el drama sacro La presentación de Nuestro Señor. Se conservan obras suyas en varios fondos musicales de Cataluña (TerC, MatC, SEO).